# Bogusław Liberadzki
Bogusław Marian Liberadzki (pronuncia-se [bɔˈɡuswaf libɛˈrat͡ski]; nascido em 12 de setembro de 1948 em Sochaczew) é um economista e político polaco. É deputado ao Parlamento Europeu (MEP) desde 2004.

## Política europeia
Desde 2003 tem assento no Parlamento Europeu, primeiro como observador permanente e, em seguida, foi nomeado deputado ao Parlamento Europeu. Actualmente é Vice-Presidente do Parlamento Europeu e membro de duas comissões: Controlo Orçamental e Transportes e Turismo.